# Trading post

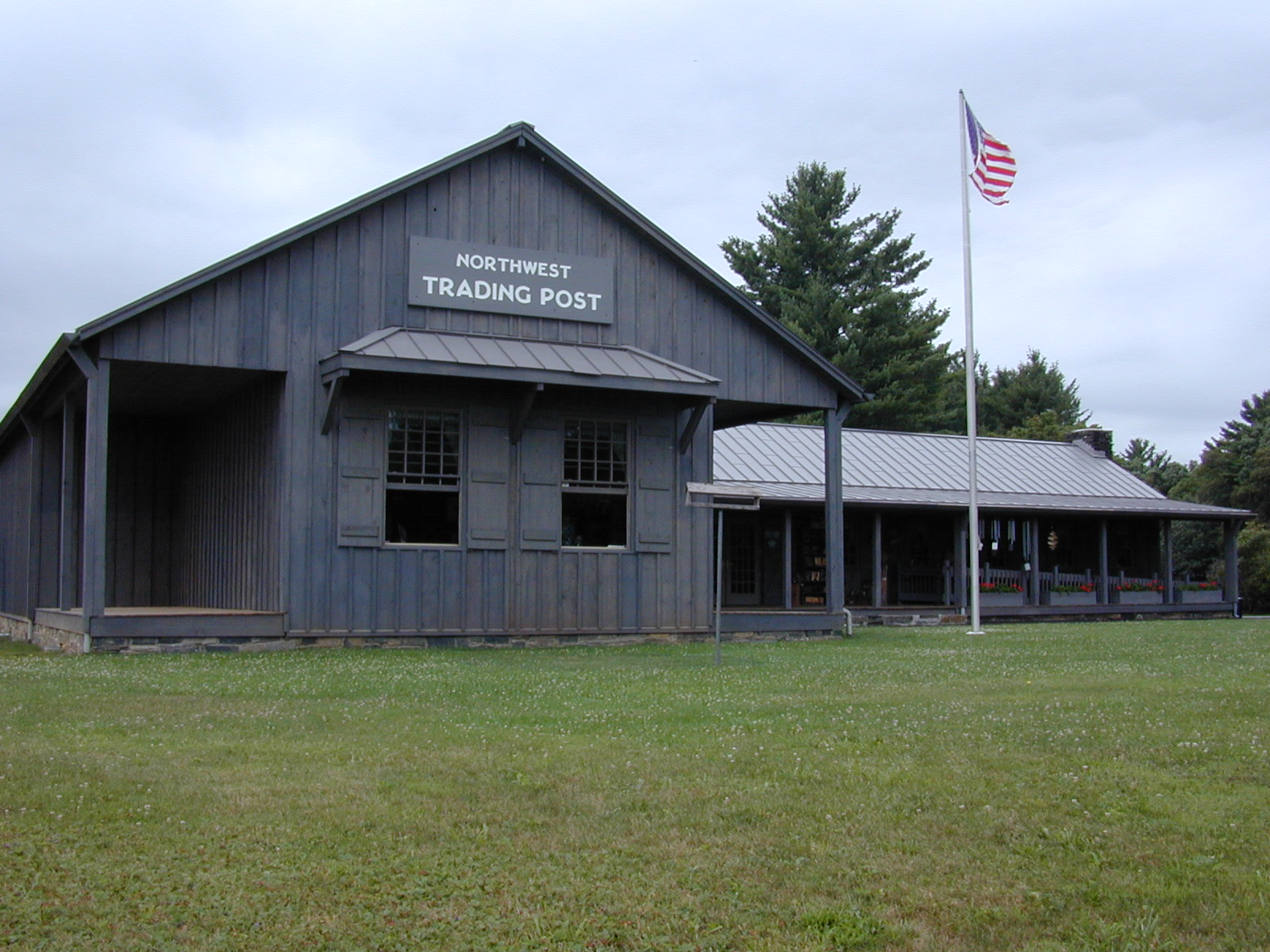
North West Trading Post

Per trading post si intende una struttura adibita al commercio di beni. 
L'espressione fa in particolare riferimento a quelle strutture che nell'America britannica del XVII e XVIII secolo erano situate lungo le rotte commerciali ed in modo particolare in luoghi di frontiera o scarsamente abitati per commerciare o barattare beni con le popolazioni native. 
Nate con finalità puramente commerciali, finirono per svolgere nel tempo anche un ruolo sociale, sia ai fini dell'integrazione fra colonizzatori e popolazioni native, sia in quanto punti di aggregazione per lo scambio di notizie sulle evoluzioni politiche ed anche militari. Alcuni strutture infatti divennero poi dei forti, ovvero alcuni forti vennero adibiti anche a funzioni commerciali.

## Storia

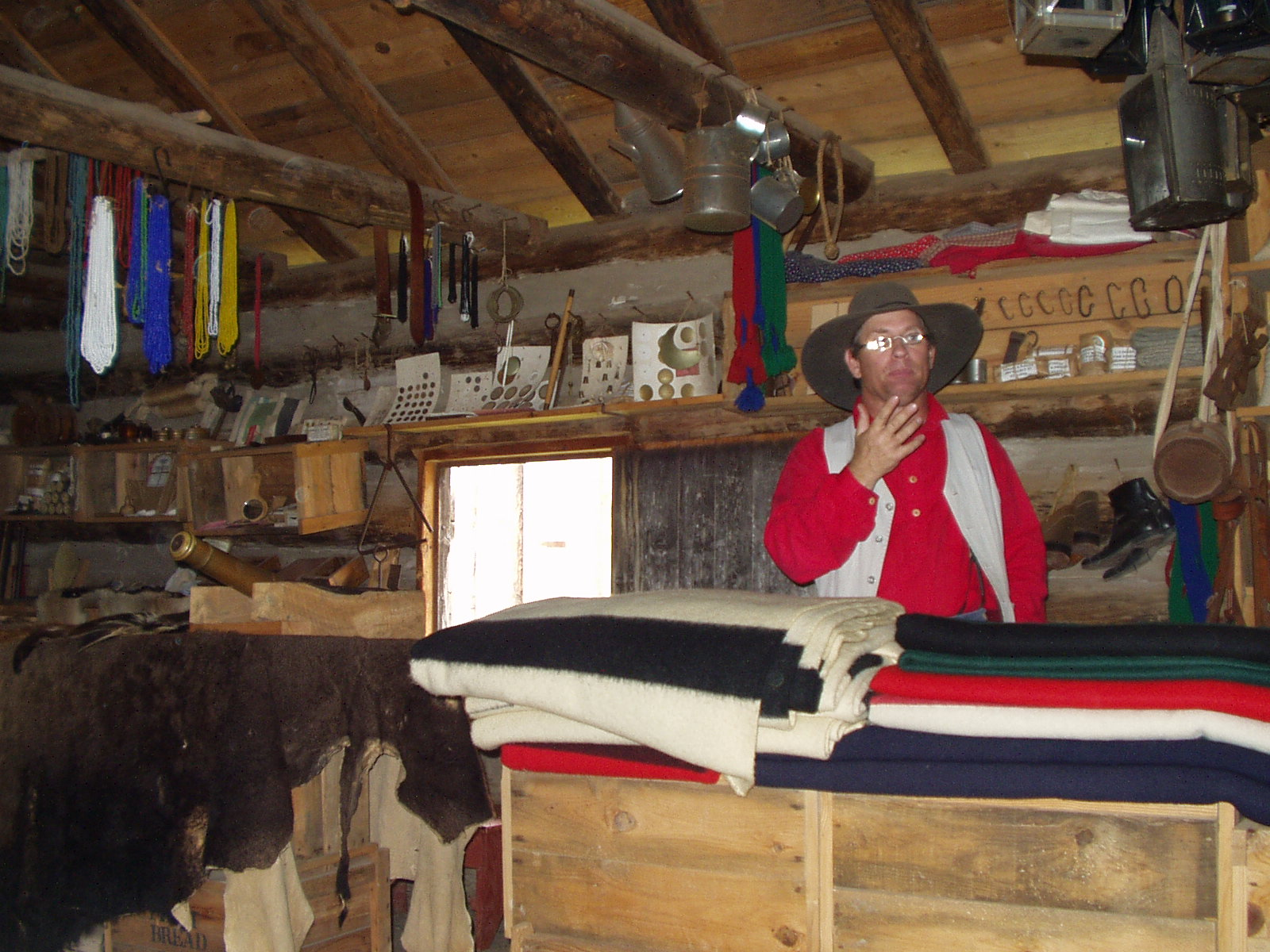
Ricostruzione di un tipico trading post nel Museo delle Grandi Pianure di Lawton in Oklahoma.

Durante il periodo della colonizzazione europea delle Americhe l'istituzione di queste strutture furono uno dei principali mezzi utilizzati da francesi, olandesi e inglesi, per commerciare con le popolazioni native. Uno dei commerci che si svilupparono di più fu quello delle pellicce che in Europa erano diventate molto richieste sia per l'abbigliamento che per la produzione di cappelli di feltro.
Nei territori coloniali della Nuova Francia, dei Nuovi Paesi Bassi, e nelle colonie britanniche, vennero quindi create una serie di compagnie commerciali per lo sfruttamento economico dei territori, che avevano nei trading post i loro terminali operativi. Fra queste, una delle più note, fu la Compagnia della Baia di Hudson, fondata nel 1670 dagli inglesi per contrastare i francesi che all'epoca detenevano monopolio nel commercio delle pellicce in nord America in funzione della concessione fatta nel 1603 dal re di Francia Enrico IV all'esploratore e mercante francese Pierre Dugua de Mons. Altre compagnie importanti furono la Compagnie de la Baie du Nord, fondata da mercanti canadesi nel 1682, la Compagnia del Nord-Ovest, anch'essa fondata nel 1779, che poi confluì nella Compagnia della Baia di Hudson nel 1821, la Compagnia dei Cento Associati (o Compagnia della Nuova Francia), una compagnia francese fondata nel 1627 dal Cardinale Richelieu, la Compagnia dei Nuovi Paesi Bassi, una compagnia olandese fondata nel 1616, la Compagnia russo-americana fondata nel 1799 ed operante nei territori dell'Alaska, detti a quel tempo America russa, la American Fur Company fondata nel 1808 dall'imprenditore di origini tedesche John Jacob Astor.
Nel corso degli anni i trading post istituiti dall varie compagnie subirono delle trasformazioni seguendo l'evoluzione dei territori in cui si trovavano. Alcuni scomparvero del tutto, altri diventarono degli avamposti militari, altri punto di aggregazione per insediamenti abitativi. Ad oggi molti trading post esistono ancora ed alcuni di essi sono diventati monumento nazionale ovvero siti storici censiti nel registro nazionale del Canada o degli Stati Uniti.

## Dislocazione dei punti principali

### Canada

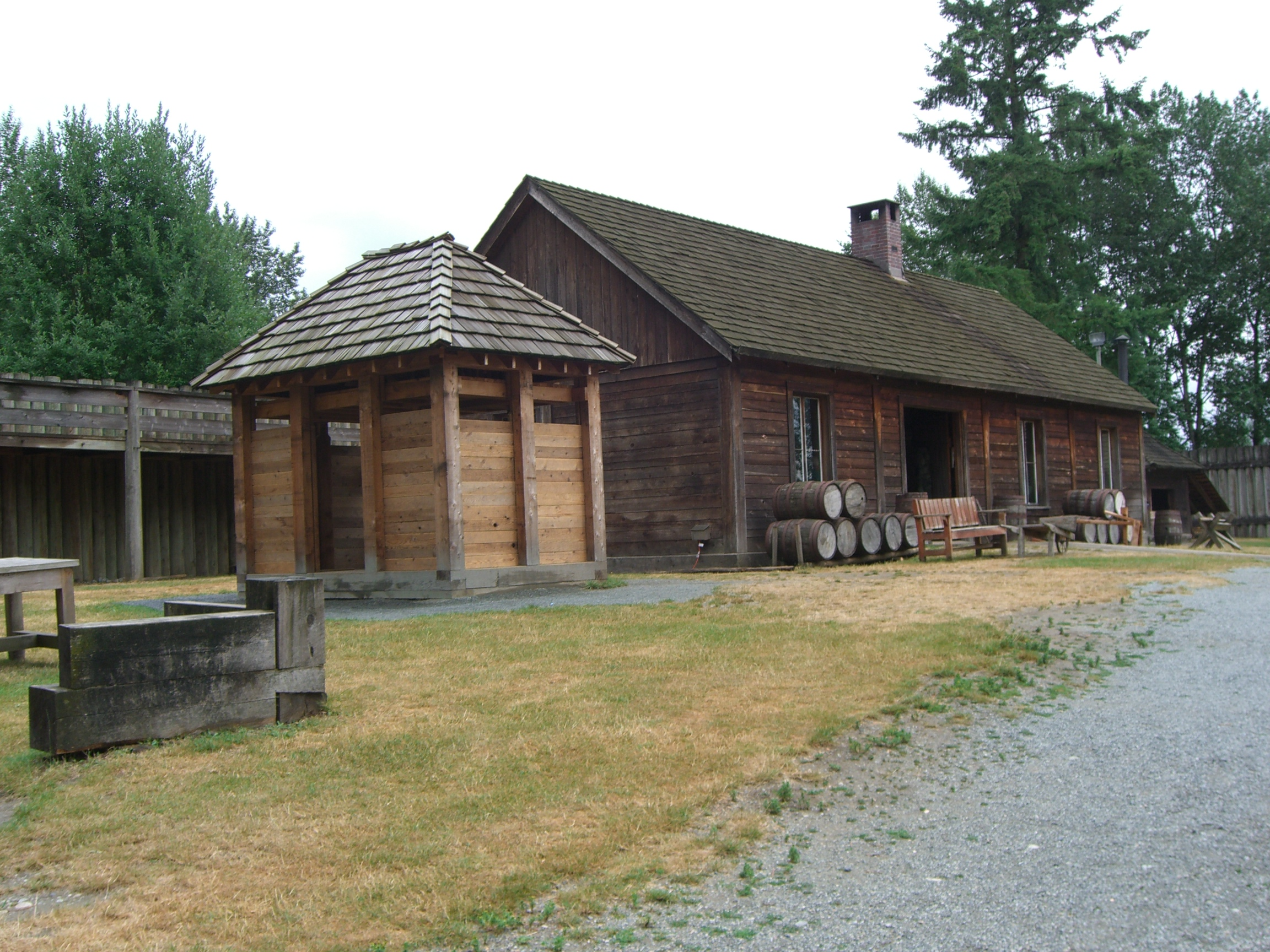
Fort Langley

- Fort Assiniboine (Provincia di Alberta): trading post fondato dalla Compagnia della Baia di Hudson, poi diventato forte sulla strada verso il Klondike. Fa parte dei siti storici nazionali del Canada
- Fort Edmonton (Provincia di Alberta): trading post fondato dalla Compagnia della Baia di Hudson, nei pressi della'attuale Edmonton. Fa parte dei siti storici nazionali del Canada
- Fort Vermilion (Provincia di Alberta): trading post fondato dalla Compagnia del Nord-Ovest nel 1788. Fa parte dei siti storici nazionali del Canada
- Fort Chipewyan (Provincia di Alberta): trading post fondato dalla Compagnia del Nord-Ovest nel 1788. Fa parte dei siti storici nazionali del Canada
- Jasper House (Provincia di Alberta): trading post fondato dalla Compagnia del Nord-Ovest nel 1813. Fa parte dei siti storici nazionali del Canada
- Fort Rupert (o Fort Charles) Provincia del Québec): fondato nel 1668 è il più antico trading post alla Compagnia della Baia di Hudson. Attualmente prende il nome di Waskaganish.
- Fort Langley (Provincia della Columbia Britannica): trading post fondato dalla Compagnia della Baia di Hudson nel 1827. Fa parte dei siti storici nazionali del Canada

### Stati Uniti

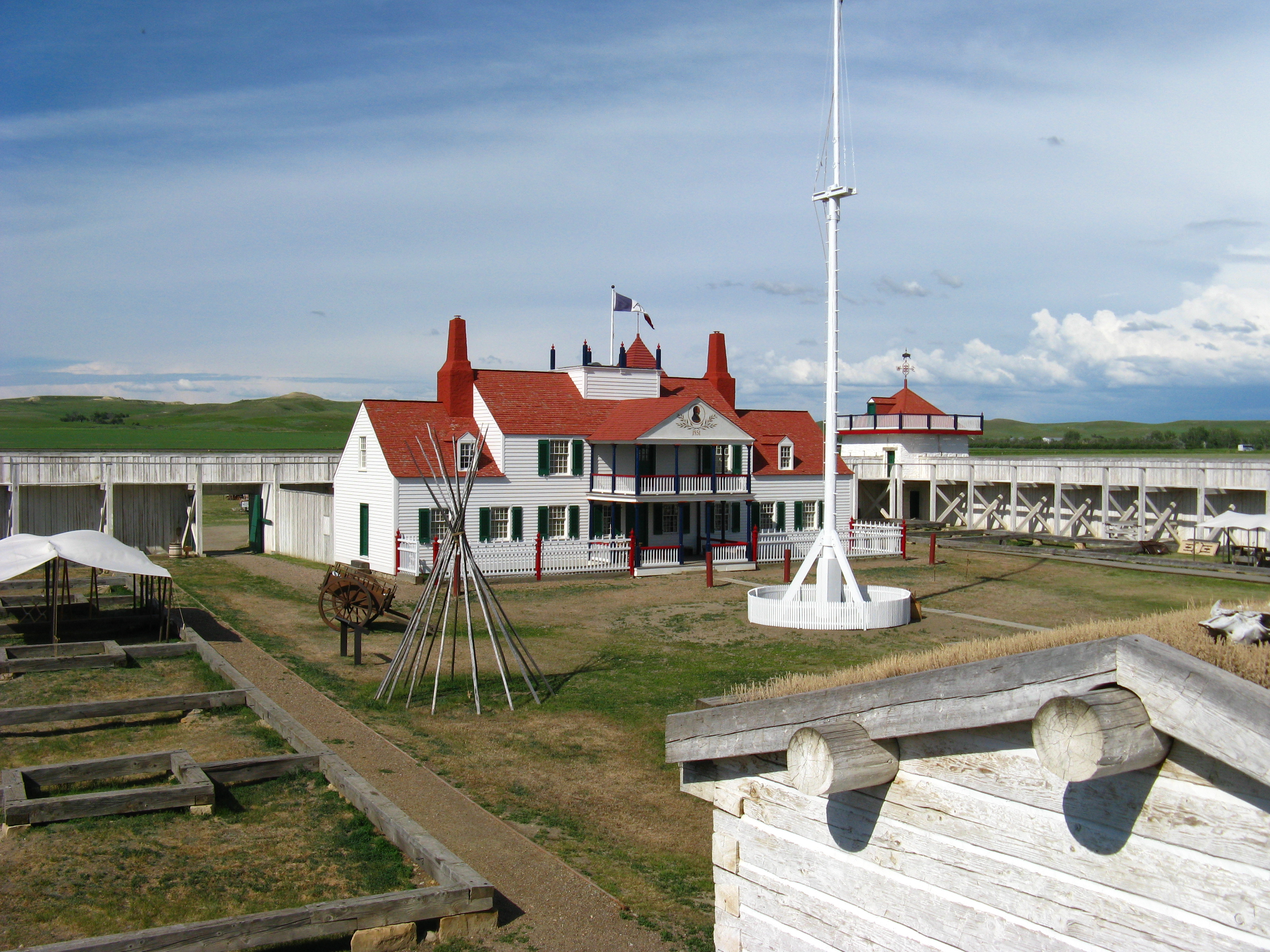
Fort Union Trading Post

- Fort Osage, noto anche come Fort Clark o Fort Sibley (Missouri): fu costruito nel 1808 dal generale William Clark per la protezione dei nuovi territori appena acquisiti della Louisiana e la promozione del commercio con gli indiani Osage. Fa parte del National Register of Historic Places.
- Fort Union (Dakota del Nord): costruito nel 1828 dalla American Fur Company. Fa parte del National Register of Historic Places.
- Hubbell Trading Post (Arizona): costruito nel 1878 per favorire il commercio con i Navajo. Si trova presso Ganado all'interno della riserva Navajo ed è tuttora attivo. Fa parte del National Register of Historic Places.
- North West Company Post (Minnesota): si tratta di un trading post della Compagnia del Nord-Ovest costruito intorno al 1804 lungo il corso dello Snake River, presso la moderna Pine City. Il post ando distrutto in circostanze non conosciute ed è stato ricostruito nel 1968. Il sito è stato inserito nel Registro Nazionale dei luoghi storici.
- Fort Astoria detto anche Fort George (Oregon): fu fondato nel 1811 dalla Pacific Fur Company. Fu in primo trading post di proprietà americana sulla costa del Pacifico. Attualmente nell'area dell'antico forte sorge la città di Astoria, capoluogo della Contea di Clatsop. Il sito specifico è ricordato da un edificio nel parco della città. Il sito fa parte del National Register of Historic Places.